# Kars (province)
Pour les articles homonymes, voir Kars (homonymie).
La province de Kars est une des 81 provinces (en turc : il, au singulier, et iller au pluriel) de la Turquie.
Sa préfecture (en turc : valiliği) se trouve dans la ville éponyme de Kars.

## Géographie

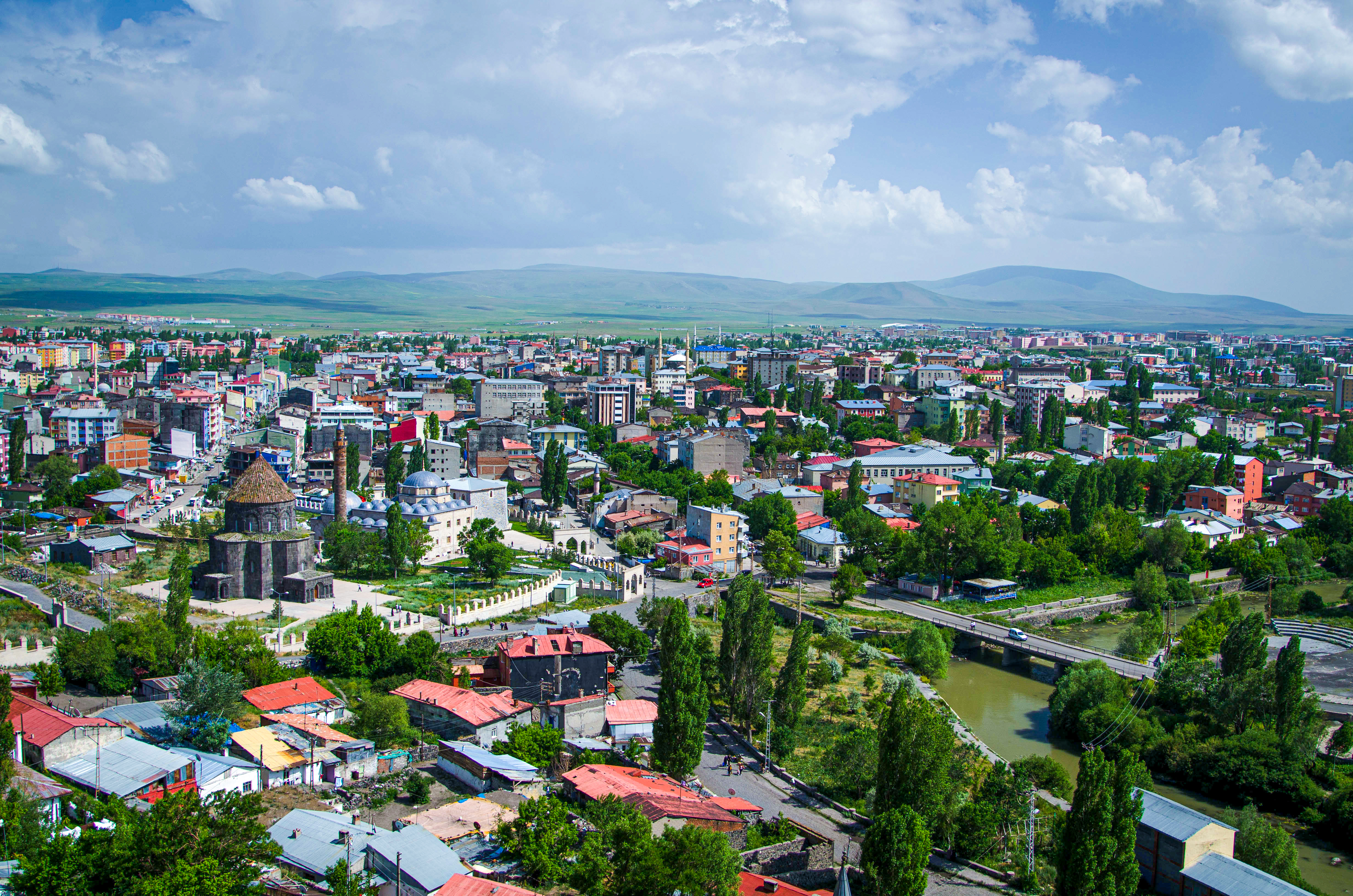
Ville de Kars

Sa superficie est de 9 587 km2.

## Population
Au recensement de 2000, la province était peuplée d'environ 325 016 habitants, soit une densité de population d'environ 34 hab./km2.
Les Azéris et les Kurdes constituent les principales composantes démographique dans la province de Kars. Avant le XXe siècle et le génocide arménien, cette région était habitée par une mosaïque de peuples (Kurdes, Grecs, Tcherkesses, Assyro-chaldéens, Arméniens...).[réf. nécessaire]
| 2000    | 2001    | 2002    | 2003    | 2004    | 2005    | 2006    | 2007    | 2008    |
| ------- | ------- | ------- | ------- | ------- | ------- | ------- | ------- | ------- |
| 326 292 | 324 908 | 323 005 | 320 898 | 318 812 | 316 723 | 314 570 | 312 205 | 312 128 |

| 2009    | 2010    | 2011    | 2012    | 2013    | 2014    | 2015    | 2016    | 2017    |
| ------- | ------- | ------- | ------- | ------- | ------- | ------- | ------- | ------- |
| 306 536 | 301 766 | 305 755 | 304 821 | 300 874 | 296 466 | 292 660 | 289 786 | 287 654 |

| 2018    | 2019    | 2020    | 2021    | 2022    | 2023    | - | - | - |
| ------- | ------- | ------- | ------- | ------- | ------- | - | - | - |
| 288 878 | 285 410 | 284 923 | 281 077 | 274 829 | 278 335 | - | - | - |

## Administration
La province est administrée par un préfet (en turc : vali)

## Subdivisions
La province est divisée en 8 districts (en turc : ilçe, au singulier) :
- Akyaka
- Arpaçay
- Digor
- Kağızman
- Kars
- Sarıkamış
- Selim
- Susuz